# Slump
|  | Wiktionary har en ordboksartikel om slump. |

Slump är något som avgör vad som händer då händelseloppet inte är deterministiskt, alltså inte till alla delar beror på vad som hänt tidigare, och eventuella avvikelser inte kan förklaras med medvetna handlingar.
Slump används för att beskriva en oförutsägbarhet som vanligen beror på en eller flera okända orsaker. Man skiljer mellan deterministisk slump, som handlar om en oförmåga att analysera bakgrund och orsakssamband, och indeterministisk slump, som inte kan förklaras på det sättet.
Den indeterministiska slumpen är ett erkännande att slumpen är en faktor inbyggd i naturlagarna. I Heisenbergs osäkerhetsprincip finns en stokastisk tolkning. Einstein opponerade sig och uttryckte sig deterministiskt. Gud kastar inte tärning!. Osäkerheten i mikrokosmos tolkas av Heisenberg och de flesta fysiker som naturlag.
Vid sidan av detta definierade psykoanalytikern C.G. Jung synkroniserad slump. Den synkroniserade slumpen är händelser i själva livet som är svårförklarliga. Exempelvis när vi möter grannen helt oväntat på en gata i en stad i fjärran land.